# Arondismentul Apt
Arondismentul Apt (în franceză Arrondissement d'Apt) este un arondisment din departamentul Vaucluse, regiunea Provence-Alpes-Côte d’Azur, Franța.

## Subdiviziuni

### Cantoane
- Cantonul Apt
- Cantonul Bonnieux
- Cantonul Cadenet
- Cantonul Cavaillon
- Cantonul Gordes
- Cantonul Pertuis

### Comune
| 1. Ansouis (84002)                     | 2. Apt (84003)                  | 3. Auribeau (84006)                | 4. La Bastide-des-Jourdans (84009)    |
| 5. La Bastidonne (84010)               | 6. Beaumettes (84013)           | 7. Beaumont-de-Pertuis (84014)     | 8. Bonnieux (84020)                   |
| 9. Buoux (84023)                       | 10. Cabrières-d'Aigues (84024)  | 11. Cadenet (84026)                | 12. Caseneuve (84032)                 |
| 13. Castellet (84033)                  | 14. Caumont-sur-Durance (84034) | 15. Cavaillon (84035)              | 16. Cheval-Blanc (84038)              |
| 17. Cucuron (84042)                    | 18. Gargas (84047)              | 19. Gignac (84048)                 | 20. Gordes (84050)                    |
| 21. Goult (84051)                      | 22. Grambois (84052)            | 23. Joucas (84057)                 | 24. Lacoste (84058)                   |
| 25. Lagarde-d'Apt (84060)              | 26. Lauris (84065)              | 27. Lioux (84066)                  | 28. Lourmarin (84068)                 |
| 29. Maubec (84071)                     | 30. Mirabeau (84076)            | 31. La Motte-d'Aigues (84084)      | 32. Murs (84085)                      |
| 33. Ménerbes (84073)                   | 34. Mérindol (84074)            | 35. Oppède (84086)                 | 36. Pertuis (84089)                   |
| 37. Peypin-d'Aigues (84090)            | 38. Puget (84093)               | 39. Puyvert (84095)                | 40. Robion (84099)                    |
| 41. Roussillon (84102)                 | 42. Rustrel (84103)             | 43. Saignon (84105)                | 44. Saint-Martin-de-Castillon (84112) |
| 45. Saint-Martin-de-la-Brasque (84113) | 46. Saint-Pantaléon (84114)     | 47. Saint-Saturnin-lès-Apt (84118) | 48. Sannes (84121)                    |
| 49. Sivergues (84128)                  | 50. Taillades (84131)           | 51. La Tour-d'Aigues (84133)       | 52. Vaugines (84140)                  |
| 53. Viens (84144)                      | 54. Villars (84145)             | 55. Villelaure (84147)             | 56. Vitrolles-en-Lubéron (84151)      |